# Горденко, Виктор Иванович
Ви́ктор Ива́нович Горденко (род. 24 января 1942, Белебей, Башкирская АССР) — советский футболист, защитник. Мастер спорта СССР.
Начинал играть в Белебее. В 1964 году провёл 29 матчей за «Строитель» Уфа. В 1965—1969 годах играл за саратовский «Сокол», участник полуфинального матча Кубка СССР 1966/67 против московского «Динамо» (0:4). Завершал карьеру в 1970—1972 годах в «Строителе».
Около 15 лет работал тренером в ДЮСШ ГОРОНО, затем — в СОШ № 41 Уфы.